# Jivena ambita
Jivena ambita är en insektsart som beskrevs av Blocker 1976. Jivena ambita ingår i släktet Jivena och familjen dvärgstritar. Inga underarter finns listade i Catalogue of Life.